# Antoine Demoitié
Antoine Demoitié (ur. 16 października 1990 w Liège, zm. 27 marca 2016 w Lille) – belgijski kolarz szosowy. 
W 2016 roku został zawodnikiem profesjonalnej drużyny kolarskiej, należącej do grupy UCI Professional Continental Teams, Wanty-Groupe Gobert. Wcześniej reprezentował grupy UCI Continental Teams: Wallonie–Bruxelles, Idemasport–Biowanze i Lotto-Bodysol-Pôle Continental Wallon.
Do jego największych osiągnięć należy zwycięstwo w jednodniowym wyścigu Tour du Finistère w 2014 roku, we Francji, zaliczanym do cyklu UCI Europe Tour. W tym samym roku zajął drugie miejsce podczas jednodniowego wyścigu belgijskiego Omloop van het Waasland. W 2015 roku dwukrotnie stanął na drugim stopniu podium wyścigów UCI Europe Tour. Najpierw 20 marca w jednodniowym wyścigu klasycznym Handzame Classic w Belgii, a następnie 18 sierpnia w jednodniowym wyścigu Grote Prijs Stad Zottegem.
Zmarł 27 marca 2016 roku w szpitalu we francuskim Lille, w wyniku obrażeń jakich doznał podczas wypadku na trasie 78. kolarskiego wyścigu Gandawa-Wevelgem. Kolarz najpierw przewrócił się na drodze, a następnie został potrącony przez motocykl techniczny.